# Municipio de Valhalla
El municipio de Valhalla (en inglés: Valhalla Township) es un municipio ubicado en el condado de Wells en el estado estadounidense de Dakota del Norte. En el año 2010 tenía una población de 20 habitantes y una densidad poblacional de 0,21 personas por km².

## Geografía
El municipio de Valhalla se encuentra ubicado en las coordenadas 47°47′33″N 99°19′46″O / 47.79250, -99.32944. Según la Oficina del Censo de los Estados Unidos, el municipio tiene una superficie total de 93.2 km², de la cual 91,82 km² corresponden a tierra firme y (1,47 %) 1,37 km² es agua.

## Demografía
Según el censo de 2010, había 20 personas residiendo en el municipio de Valhalla. La densidad de población era de 0,21 hab./km². De los 20 habitantes, el municipio de Valhalla estaba compuesto por el 100 % blancos. Del total de la población el 0 % eran hispanos o latinos de cualquier raza.